# 詰将棋
| 9 | 8  | 7 | 6  | 5  | 4  | 3 | 2 | 1 |    |
|   |    |   | 銀 | 王 | 銀 |   |   |   | 一 |
|   |    |   |    |    |    |   |   |   | 二 |
|   |    |   |    | 銀 |    |   |   |   | 三 |
|   |    |   |    |    |    |   |   |   | 四 |
|   | 馬 |   |    |    |    |   |   |   | 五 |
|   |    |   |    |    |    |   |   |   | 六 |
|   |    |   |    |    |    |   |   |   | 七 |
|   |    |   |    |    |    |   |   |   | 八 |
|   |    |   |    |    |    |   |   |   | 九 |

詰将棋（つめしょうぎ）とは、将棋のルールを用いたパズル。詰め将棋と表記されることもある。
駒が配置された将棋の局面から王手の連続で相手の玉将を詰めるパズルで、元は指し将棋（通常の意味での将棋。詰将棋と区別する上でこう呼称する）の終盤力を磨くための練習問題という位置づけであったと思われるが、現在ではパズルとして、指し将棋から独立した一つの分野となっている。造物、詰物、図式ともいう。

## 概説
通常の指し将棋と目的が同じであるため、実戦的な詰将棋は指し将棋の終盤力の養成に役立つと一般的に考えられている。詰将棋として独立した作品になると、升田幸三が「詰将棋の妙味はハッとする鮮やかさに尽きる」と述べているように、一般的な常識や価値観と異なる、捨て駒や、不利に思われる不成、利きの少ない限定打、などの意表をついた手筋や構想があり、それらを解く、もしくは創作することが楽しみとなる。
最短のものは1手詰、以下3手詰、5手詰、7手詰…、と奇数の手数となる。これは、先手（攻め方）から指し始めて先手の指し手で詰め上がるためである。数手から十数手までの比較的平易なものが新聞紙上やテレビ、将棋専門誌などに紹介される一方、より難解で手数の長い作品を取り扱う書籍や専門雑誌も存在している。代表的な専門雑誌としては『詰将棋パラダイス』があり、将棋専門誌である『将棋世界』と『近代将棋』も詰将棋の投稿コーナーを連載している。『詰将棋パラダイス』は「看寿賞」を、『近代将棋』は「塚田賞」を設け、優れていると判断された作品に賞を贈っている。
現代の代表的な詰将棋作家に黒川一郎、七條兼三、駒場和男、大塚敏男、山田修司、北原義治、柏川悦夫、岡田敏、酒井克彦、田中至、上田吉一、若島正、山本昭一、山崎隆、森長宏明、柳田明、伊藤正、藤本和、添川公司、橋本孝治、相馬康幸、田島秀男、桑原辰雄、岡村孝雄、山路大輔などがいる。
また、プロ棋士が詰将棋を創ることも多いが、出版物の多くは終盤力を鍛錬するための、実戦的なトレーニングを目的としたものが主流である。一方で、前述の詰将棋作家のように個性的な作品を創作する棋士も少なくない。創作を得意とするプロ棋士（物故、引退も含む）では塚田正夫や二上達也を始め、内藤國雄、谷川浩司、伊藤果、中田章道らが有名である。他に原田泰夫、高柳敏夫、清野静男、五十嵐豊一、熊谷達人、北村昌男、丸田祐三、勝浦修、加藤一二三、加藤博二、佐藤庄平、佐藤大五郎、大内延介、桐山清澄、関根茂、中原誠、小林健二、高橋道雄、浦野真彦、森信雄、北浜健介、佐藤康光、三浦弘行、船江恒平、斎藤慎太郎、藤井聡太らがおり、かつて『将棋世界』では全棋士出題の詰将棋作品集などが付録となっていた。また、新聞や雑誌に寄稿したり、サインの横に自作詰将棋を記述することも多い。女流棋士では早水千紗などが得意としている。
2011年以降は将棋初心者やライト層向けに作られた、5手詰以下の詰将棋本が多数刊行されるようになっている。
チェスにもプロブレムと呼ばれる類似したパズル問題が存在する。ただし、チェックは連続しなくてよい。チェスのプロブレムは、実戦で起こり得る局面でなければならないが、詰将棋の場合は（部分図か否かに限らず）この制約はない。

## ルール
詰める側を攻方（または詰方）とよび、詰められる側を玉方（または受方）とよぶ。
- 攻方が先手である。
- 攻方は王手の連続で相手の玉を詰ます。
- 攻方は持駒と、王手をしながら取った駒を使ってよい。
- 玉方は最善、最長手順になるように王手を回避する手を指す。
- 玉方は同手数の逃げ手順が複数ある場合、攻方に持ち駒を使わせる手順を正解とする。玉方も、場合によっては合駒でなく、守備駒の移動合で応手することもある（いずれにしても、詰み手数が同じ場合）。
- 玉方の持駒は「残り駒全部」であり、盤上の駒、攻方の持ち駒および残りの玉将を除くすべての駒を持駒とする。
  - 玉方は使われていない駒を合駒として打つことができる。
  - その種類の駒がすべて使われているときは、その駒は打てない（俗に「売り切れ」という）。たとえば飛車（龍王）が盤上に2枚あれば、合駒として飛車を打つことはできない。
  - 取られるだけで詰手順の本質に変化を生じない玉方の合駒は「無駄合」といって手数に含めない。ただし合駒によって詰みを回避できる場合、または詰手順に変化を生じる場合は、無駄合いではない。問題によっては、最終手で空き王手の場合、王手を掛けた駒と、（仮に玉方が無駄合で応手したとして）、詰みが成立する駒が異なる場合もあるが、これも同手数とする。
- その他、駒の動かし方等のルールは指し将棋に準じる（攻め方の打ち歩詰め・千日手は失敗となり、玉方は行き所のない駒は打てず、双方とも二歩は打てない）。

問題作成上の制限として次のようなものがある。以下のルールが適用されない詰将棋は、「実戦詰将棋」と呼ばれる。
- 最善の手順が一意に定まる。
  - 作意手順（作者の意図した手順）以外の詰手順が成立する場合、「余詰」と呼び、不完全作として扱われる場合がある。
- 攻方、玉方双方とも最善の手順を進めた場合、最終的に攻方の持駒が1枚も残らない（「駒余り」があってはならない）。
- 盤上に飾り駒（その駒があってもなくても、作品の内容に影響しない無駄な駒）を配置しないのが原則。ただし、実戦型の場合は意図的に配する場合がある。

## 歴史
| 9  | 8  | 7  | 6  | 5  | 4  | 3  | 2 | 1 |    |
| 香 | 歩 | 金 |    |    |    |    |   |   | 一 |
|    |    |    | 銀 |    |    | 飛 |   |   | 二 |
|    | 王 | 歩 | 歩 | 歩 | 歩 |    |   |   | 三 |
| 歩 |    |    |    |    |    |    |   |   | 四 |
|    |    |    |    |    |    |    |   |   | 五 |
| 歩 |    |    |    |    |    |    |   |   | 六 |
|    |    | 桂 |    |    |    |    |   |   | 七 |
|    |    |    |    |    |    |    |   |   | 八 |
|    |    |    |    |    |    |    |   |   | 九 |

詰将棋は江戸時代の初期に誕生したとされる。これより古い例では、遊戯史研究家の増川宏一が、『新撰遊学往来』の各種遊戯の記述に含まれている「作物」という表現を詰将棋とみなす説を挙げており、これが事実であれば15世紀には詰将棋があったことになる。
現存する最古の詰将棋は慶長年間（1596-1615）に出版された初代大橋宗桂(1555-1634)の『象戯造物』（俗称『象戯力草』）である。この書は詰将棋が五十番掲載されているが、将棋の終盤の考え方を教えるものであり、現在の詰将棋のように最短手順ではなかったり、終局時に攻め方の持ち駒が余る問題もあった。宗桂は『象戯造物』を将棋所任命に応じるとともに、慶長七年(1602年)に山科言経を通じ後陽成天皇に献上したことが知られる。これは元和二年(1616年)に八十番に増補して『象戯馬法并作物』として再刊されている。宗桂の没後の元禄十六年(1703年)には、さらに百番まで増補した『術知象戯力草宗桂指南抄』が出版された。『象戯作物』は宗桂の跋のある美濃大版本と、跋とともに序文が付いていない美濃中版本があるとされ、跋付きのものは所在が不明であるが、後者は古棋書収集家が所有していて所在確認されている。初代宗桂作の図式にはこの他に元禄五年(1692年)に『根元宗桂象戯秘伝鈔』と『根元宗桂象棋秘伝』が、寛永八年(1631年)には『将棋経』が発表され、これらは八十番掲載されている。天明九年(1789年)
には、百番の問が発表されている『術知象戯力草』が知られている。
宗桂以来、名人襲位時に幕府に詰将棋の作品を献上することがならわしとなり（献上図式）、詰将棋は大きく発展していった。三代伊藤宗看によって享保十九年（1734年）に江戸幕府に献上された『将棋作物』（俗称『将棋無双』『詰むや詰まざるや』）と、宗看の弟でもある伊藤看寿によって宝暦五年（1755年）に献上された『将棋図式』（俗称『将棋図巧』）とが、江戸時代における詰将棋の最高峰といわれている。初代伊藤宗看は詰将棋のルールを確立した。伊藤看寿の名は、現代詰将棋の傑作に与えられる「看寿賞」に残っている。
九世名人六代大橋宗英以降、詰将棋の献上は行われなくなり、詰将棋の発展は一時停滞した。復活するのは昭和に入り、「将棋月報」が詰将棋を掲載するようになってからである。以降、詰将棋は指し将棋とは独自の発展をし、現在に至るまで極めて高度な作品や芸術的な作品がいくつも発表されている。現在（2019年5月時点）発表されている詰将棋のうち、最長手数のものは、橋本孝治作の「ミクロコスモス」（『詰将棋パラダイス』1986年6月号発表、後に改良）の1525手詰である。
このような専門性、芸術性の一方で、詰将棋は終盤力の養成としての必需品、またはそれに派生し大衆文化として発展を遂げた側面も持っている。戦後まもなく、塚田正夫実力制第二代名人は詰将棋の名手でもあり、盛んに一般向けの棋書が出版された。塚田は終盤力養成に詰将棋は欠かせないと主張したことで、実戦型詰将棋という概念を生み出した。こうして終盤力養成＝詰将棋という分かりやすい図式が生じたことで、詰将棋に特化した棋書は詰将棋愛好家にも受け容れられ大いに増加した。
2000年代からは浦野真彦の『ハンドブック』シリーズが好評を博すなど超短手数、かつ手数特化の詰棋書が相対的に多くなっており、詰将棋は単純に終盤力の養成だけでなく、頭の体操やパズルとして、将棋に嗜まなかったライト層にまで裾野が広がっている。
また、詰将棋は古くからサラリーマン層に購買客が多いスポーツ新聞、週刊誌、または大手新聞などにも詰将棋欄が設けられ出題されることも少なくない。これらは電車で立ち読みする時や理髪店の待合など暇つぶしのアイテムとしても重宝された一面も持つ。

## 看寿賞・塚田賞
いずれも、優れた詰将棋作品に与えられる賞である。

### 看寿賞
看寿賞（かんじゅしょう）は全日本詰将棋連盟が制定した賞で、「詰将棋パラダイス」誌で発表される。第1回の発表は1950年だったが、その後中断があり、第2回の発表は1961年となっている。第2回以降は、毎年受賞作を発表している。詰将棋に与えられる賞の中でもっとも価値のある賞であるとされる。短編（17手以下）、中編（19～49手）、長編（51手以上）の各部門で表彰し、その他曲詰などに対して特別賞を設定している。
江戸時代の棋士で、詰将棋作家としても第一人者であった伊藤看寿の名にちなんで制定されている。
プロの棋士の受賞もあり、1983年に浦野真彦が短編賞、1995年に浦野真彦、1997年に谷川浩司、1998年に内藤國雄がそれぞれ特別賞を受賞している。浦野真彦は2004年度から同賞の選考委員も務めている。
また、2004年度中編部門では、当時奨励会員（二段）の船江恒平が受賞している（船江は2010年度に四段昇段）。

選考の対象となる作品は、その年に新聞・雑誌等で発表されたすべての作品である。ただし、1988年から1990年までの3年間は詰将棋パラダイス誌の掲載作品のみが対象であった。将棋専門の出版物以外で発表された作品も推薦があれば選考対象となり、1987年短編賞（報知新聞）や1998年特別賞（日本経済新聞）のように実際に受賞した作品もある。
現在は一定の条件を満たすインターネット上で発表された作品も選考対象になる。紙媒体と同様、将棋専門サイト以外の発表作でも候補になりうる。

#### 看寿賞の歴代受賞作
「 」 は作品名。
| 年度 | 短編部門                                             | 中編部門                                                                  | 長編部門                                                                                  | 特別賞 |
| ---- | ---------------------------------------------------- | ------------------------------------------------------------------------- | ----------------------------------------------------------------------------------------- | --- |
| 1951 |                                                      |                                                                           | 北村研一 「槍襖」 (75手詰)                                                                | |
| 1962 |                                                      |                                                                           | 田中鵬看 「宇宙」 (107手詰)                                                               | |
| 1963 | 柏川悦夫 (17手詰)                                    | 門脇芳雄 「珠」 (29手詰)                                                  | 黒川一郎 「嫦娥」 (103手詰)                                                               | |
| 1964 | 酒井克彦 (15手詰)                                    | 柏川悦夫 (31手詰)                                                         |                                                                                           | ※ 奨励賞： 山田修司 「織女」 (65手詰) 「牽牛」 (93手詰) 安達栄司 「オリンピック組曲」 4局 (19手詰、27手詰、25手詰、55手詰) |
| 1965 |                                                      |                                                                           |                                                                                           | ※ 奨励賞：岡田敏 (15手詰) 山田修司 (33手詰)                                                                                |
| 1966 |                                                      |                                                                           | 高木秀次 (65手詰)                                                                         | ※ 奨励賞：福田桂士 「馬子唄」 (69手詰) 「宇宙遊泳」 (37手詰)                                                               |
| 1967 |                                                      | 柴田昭彦 (23手詰)                                                         | 駒場和男 「かぐや姫」 (93手詰)                                                            | |
| 1968 |                                                      |                                                                           | 黒川一郎 「天馬」 (101手詰) 「荒駒」 (91手詰)                                             | |
| 1969 |                                                      |                                                                           |                                                                                           | |
| 1970 |                                                      |                                                                           |                                                                                           | ※ 奨励賞： 山本民雄 (11手詰) 駒場和男 「父帰る」 (103手詰)                                                                 |
| 1971 |                                                      |                                                                           | 若島正 「地獄変」 (131手詰)                                                               | ※ 奨励賞： 田中鵬看 歩なし全駒シリーズ                                                                                     |
| 1972 | 藤田剛 (11手詰)                                      | 上田吉一 (23手詰)                                                         | 上田吉一 「五月晴れ」 (113手詰)                                                           | |
| 1973 |                                                      |                                                                           |                                                                                           | |
| 1974 | 佐々木聡 (23手詰)                                    |                                                                           | 高田豊通 (165手詰)                                                                        | |
| 1975 | 上田吉一 (17手詰)                                    |                                                                           | 上田吉一 「モザイク」 (145手詰)                                                           | |
| 1976 | 酒井克彦 (13手詰)                                    |                                                                           | 山崎隆 (321手詰)                                                                          | |
| 1977 |                                                      |                                                                           |                                                                                           | ※ 奨励賞：安達康二 (37手詰)                                                                                                |
| 1978 | 上田吉一 (11手詰)                                    |                                                                           | 駒場和男 「三十六人斬り」 (113手詰) 墨江酔人（七條兼三）(69手詰)                          | ※ 奨励賞：小西真人 (23手詰)                                                                                                |
| 1979 |                                                      | 新ヶ江幸弘 (23手詰)                                                       | 柳田明 「稲村ヶ崎」 (125手詰) 山崎隆 「赤兎馬」 (525手詰)                                 | |
| 1980 | 橋本樹 (11手詰)                                      | 添川公司 (21手詰)                                                         | 橋本哲 (127手詰)                                                                          | |
| 1981 | 小泉潔 (7手詰)                                       | 飯田繁和 (21手詰) 若島正 (27手詰)                                         | 山本昭一 「メガロポリス」 (515手詰) 伊藤正「月蝕」 (109手詰) 深井一伸 「七対子」 (89手詰) | |
| 1982 |                                                      |                                                                           | 山本昭一 「メタ新世界」 (941手詰)                                                         | ※ 奨励賞： 有吉弘敏 (15手詰)、 山本民雄 (25手詰)                                                                           |
| 1983 | 浦野真彦 (15手詰) 赤羽守 (7手詰)                     | 伊藤正 (29手詰)                                                           | 添川公司 「妖精」(191手詰) 伊藤正 「天女」(103手詰)                                       | |
| 1984 |                                                      | 山本民雄 (33手詰)                                                         | 添川公司 「帰去来」 (123手詰)                                                             | |
| 1985 | 愛上夫 (15手詰)                                      | 山本民雄 (39手詰)                                                         | 橋本孝治 「イオニゼーション」 (789手詰) 藤本和 (47手詰)※                                  | |
| 1986 | 柳原夕士 (11手詰)                                    | 若島正 (23手詰)                                                           | 橋本孝治 「ミクロコスモス」(1519手詰)                                                     | |
| 1987 | 相馬康幸 「ヒロエ」(17手詰)                          | 若島正 (39手詰)                                                           | 相馬康幸 「迷路」 (239手詰)                                                               | |
| 1988 | 鶴田康夫 (15手詰)                                    | 若島正 (25手詰)                                                           | 赤羽守 「妻籠宿」(101手詰)                                                                | |
| 1989 | 行き詰まり 「新たなる殺意」(3手詰)                   | 山田康平 「セブン・センシズ」(35手詰)                                     | 橋本孝治 (129手詰)                                                                        | |
| 1990 | 山形達也 (17手詰)                                    | 富樫昌利 (21手詰)                                                         | 馬詰恒司 「修羅王」 (117手詰)                                                             | |
| 1991 |                                                      | 大橋健司 「迷宮の王」(39手詰)                                             |                                                                                           | ※ 奨励賞：水上仁 (9手詰)                                                                                                   |
| 1992 |                                                      | 相馬慎一 (33手詰)                                                         | 添川公司 「大航海」 (145手詰)                                                             | |
| 1993 | 若島正 (15手詰)                                      | 相馬慎一 (19手詰)                                                         | 河原泰之 「SWINGII」 (403手詰)                                                            | 小沢正広 「夏の陣」 (65手詰)                                                                                               |
| 1994 | 宗岡博之 「MOTOR DRIVE」(17手詰)                     | 大橋健司 「ドラゴン・パラドックス」(35手詰)                               |                                                                                           | 浦野真彦 「春時雨」 (185手詰)                                                                                              |
| 1995 | 小林敏樹 (13手詰)                                    | 若島正 (23手詰)                                                           | 堀内真 「未知との遭遇」 (115手詰)                                                         | |
| 1996 | 仲西哲男 (13手詰)                                    | 波崎黒生 「ボディーガード」(45手詰)                                       | 馬詰恒司・摩利支天合作 「FAIRWAY」(611手詰)                                               | |
| 1997 | 小林敏樹 (11手詰)                                    | 斎藤吉雄 「くもの糸」(25手詰)                                             | 新ヶ江幸弘 「伏龍」 (75手詰) 梅田亮 「逡巡の恋」 (447手詰)                                | 谷川浩司 (25手詰) |
| 1998 | 谷口均 (15手詰)                                      | 原亜津夫 (21手詰)                                                         | 信太弘 (211手詰) 橋本孝治 (61手詰)                                                        | 内藤國雄（攻方実戦初形） (73手詰)                                                                                          |
| 1999 | 小林敏樹 (13手詰)                                    | 相馬康幸 (25手詰) 山田修司 「回転銀」 (43手詰)                            | I.TADASHI(伊藤正)「馬×馬」(267手詰) 田島秀男「乱」(451手詰)                               | 加藤徹（大道詰将棋）(97手詰)                                                                                               |
| 2000 | 伊田勇一 (17手詰)                                    | 波崎黒生 「ルートファインディング」(47手詰)                               | 近藤真一 (123手詰)                                                                        | 安達康二 「夢の車輪」 (69手詰)                                                                                             |
| 2001 | 高橋和 (15手詰)                                      | 江口伸治 (29手詰)                                                         | 近藤真一 (143手詰) 田島秀男 「まだら」 (569手詰)                                          | |
| 2002 | 原亜津夫 (9手詰)                                     | 角建逸 「風鈴」 (47手詰)                                                  | 添川公司 「明日香」 (703手詰) 田島秀男 「夫婦馬」 (423手詰)                               | 森田銀杏 「トランプ詰め 4題」 (33手詰)                                                                                     |
| 2003 | 斎藤夏雄 (17手詰)                                    | 相馬康幸 「デフォルト」(35手詰)                                           | 添川公司 「早春譜」 (139手詰)                                                             | 岡村孝雄 「驚愕の曠野」 (55手詰)                                                                                           |
| 2004 |                                                      | 船江恒平 (39手詰)                                                         | 高橋恭嗣 「木星の旅」 (411手詰)                                                           | |
| 2005 | 高坂研 (15手詰)                                      | 有吉澄男 (25手詰)                                                         | 田島秀男 (267手詰)                                                                        | |
| 2006 | 中村雅哉 (11手詰)                                    |                                                                           | 添川公司 「新桃花源」 (1205手詰)                                                          | |
| 2007 | 武紀之 (15手詰)                                      |                                                                           | 添川公司 「阿修羅」 (365手詰)                                                             | |
| 2008 |                                                      | 中村雅哉 「奔龍」 (21手詰)                                                | 添川公司 「阿吽」 (647手詰) 安武翔太 (127手詰)                                            | |
| 2009 | 谷口均 (7手詰)                                       | 若島正 「ルービックキューブ」(39手詰)                                     | 近藤真一 (439手詰)                                                                        | |
| 2010 |                                                      |                                                                           | 井上徹也 「シンメトリー」 (501手詰) 添川公司 「奇兵隊」 (123手詰)                         | |
| 2011 | 谷口源一 (15手詰)                                    |                                                                           | 若島正 (63手詰) 真島隆志 (59手詰) 井上徹也 「特異点」 (211手詰)                           | |
| 2012 |                                                      | 廣瀬崇幹 (25手詰) 芹田修 (19手詰)                                         | 井上徹也 「涛龍」 (849手詰)                                                               | 岡村孝雄 「涓滴」 (107手詰)                                                                                                |
| 2013 | 田島秀男 (17手詰) 中村雅哉 (15手詰)                  | 久保紀貴 「位置エネルギー」(33手詰)                                       | 添川公司 「幻想飛行」 (351手詰) 田島秀男 (579手詰)                                        | |
| 2014 | 宮原航 (11手詰) 真島隆志 (11手詰)                    | 井上徹也 (43手詰) 相馬慎一 (45手詰)                                       | 糟谷祐介「百千帰」 (403手詰) 添川公司「枯野行」 (147手詰)                                 | |
| 2015 | 片山知 (15手詰)                                      | 山路大輔 (23手詰)                                                         | 岡村孝雄「来たるべきもの」 (73手詰) 田島秀男 (137手詰) 田島秀男 (519手詰)                 | 広瀬稔 (17手詰) |
| 2016 | 上谷直希 (7手詰)                                     | 相馬慎一 (39手詰) 山路大輔 (47手詰)                                       | 馬屋原剛「手裏剣」 (143手詰) 久保紀貴「LCM」 (101手詰)                                    | |
| 2017 | 武島広秋 (17手詰) 上谷直希 (11手詰)                  |                                                                           | 田島秀男 (373手詰)                                                                        | |
| 2018 | 鈴川優希 (17手詰) 有吉弘敏 (11手詰)                  | 相馬慎一 (37手詰) 若島正 (27手詰)                                         | 山路大輔「ファイナルカウントダウン」 (159手詰)                                            | |
| 2019 | 山路大輔 (13手詰) 山路大輔 (15手詰)                  | 小林尚樹 (31手詰)                                                         | 田島秀男 (743手詰)                                                                        | 添川公司「ガイア」 (119手詰)                                                                                               |
| 2020 | 市島啓樹 (15手詰)                                    | 宮原航「跳ね玉兎」 (25手詰)                                               | 山路大輔「Curiosity」 (151手詰) 岡村孝雄「アツクナレ」 (123手詰)                          | |
| 2021 | 上谷直希 (11手詰)                                    | 相馬慎一 (33手詰) 渡辺直史 (33手詰)                                       | 岸本裕真「三鈷峰」 (155手詰)                                                              | 中村宜幹「国士無双」 (63手詰)                                                                                              |
| 2022 | 相馬慎一 (11手詰) 馬方四季「流れ星の作り方」 (9手詰) | 岩村凛太朗 (43手詰) 山葉桂 (43手詰) 岩村凛太朗「攻野に並ぶ七人」 (43手詰) | 井上徹也・馬屋原剛 (211手詰) 岸本裕真「幻日環」 (173手詰)                                 | |
| 2023 | 原亜津夫 (17手詰)                                    | 岩村凛太朗「バーフバリ」 (43手詰) 馬方四季 (39手詰)                       | 齋藤光寿 (77手詰) 井上徹也「静かの海」 (561手詰) 井上徹也「テンペスト」 (317手詰)         | |

※ 1985年長編賞の藤本和の作品には同年に発表された同作者の「虹色の扉」が集めた票が考慮されている。そのため、47手詰（本来は中編賞）だが長編賞を与えられている。

#### 受賞回数記録
| 回数 | 氏名       | 短編賞 | 中編賞 | 長編賞 | 特別賞 |
| ---- | ---------- | ------ | ------ | ------ | ------ |
| 14回 | 添川公司   |        | 2      | 11     | 1      |
| 10回 | 若島正     | 1      | 7      | 2      |        |
| 10回 | 田島秀男   | 1      |        | 9      |        |
| 7回  | 相馬慎一   | 1      | 6      |        |        |
| 7回  | 井上徹也   |        | 1      | 6 ※1   |        |
| 6回  | 山路大輔   | 2      | 2      | 2      |        |
| 5回  | 上田吉一   | 2      | 1      | 2      |        |
| 4回  | 山本民雄   |        | 2      |        | 2      |
| 4回  | 伊藤正     |        | 1      | 3      |        |
| 4回  | 橋本孝治   |        |        | 4      |        |
| 4回  | 相馬康幸   | 1      | 2      | 1      |        |
| 4回  | 岡村孝雄   |        |        | 2      | 2      |
| 3回  | 山田修司   |        | 1      |        | 2      |
| 3回  | 駒場和男   |        |        | 2      | 1      |
| 3回  | 小林敏樹   | 3      |        |        |        |
| 3回  | 近藤真一   |        |        | 3      |        |
| 3回  | 中村雅哉   | 2      | 1      |        |        |
| 3回  | 上谷直希   | 3      |        |        |        |
| 3回  | 原亜津夫   | 2      | 1      |        |        |
| 3回  | 岩村凛太朗 | 1      | 2      |        |        |
| 2回  | 柏川悦夫   | 1      | 1      |        |        |
| 2回  | 田中輝和   |        |        | 1      | 1      |
| 2回  | 酒井克彦   | 2      |        |        |        |
| 2回  | 安達康二   |        |        |        | 2      |
| 2回  | 黒川一郎   |        |        | 2      |        |
| 2回  | 谷口均     | 2      |        |        |        |
| 2回  | 山崎隆     |        |        | 2      |        |
| 2回  | 山本昭一   |        |        | 2      |        |
| 2回  | 新ヶ江幸弘 |        | 1      | 1      |        |
| 2回  | 浦野真彦   | 1      |        |        | 1      |
| 2回  | 馬詰恒司   |        |        | 2 ※2   |        |
| 2回  | 赤羽守     | 1      |        | 1      |        |
| 2回  | 大橋健司   |        | 2      |        |        |
| 2回  | 波崎黒生   |        | 2      |        |        |
| 2回  | 真島隆志   | 1      |        | 1      |        |
| 2回  | 久保紀貴   |        | 1      | 1      |        |
| 2回  | 宮原航     | 1      | 1      |        |        |
| 2回  | 馬屋原剛   |        |        | 2 ※1   |        |
| 2回  | 岸本裕真   |        |        | 2      |        |
| 2回  | 馬方四季   | 1      | 1      |        |        |

1. ※1 井上徹也・馬屋原剛合作による受賞1回を含む
2. ※2 摩利支天との合作による受賞1回を含む。

### 塚田賞
塚田賞（つかだしょう）は 「近代将棋」 誌（2008年6月号で休刊）が制定した賞で、同誌上で発表されていた。塚田正夫実力制第二代名人の名にちなんで設けられた。塚田自身も、病没する1978年まで選考にあたっていた。短篇（20手未満）・中篇（40手未満）・長篇（41手以上）の各部門で、年1回選考を行っていた。
受賞作の作者名一覧。 「 」 は作品名。
| 年度            | 短篇賞                                                | 中篇賞                               | 長篇賞                                                                | 新人賞/特技賞/特別賞/佳作賞                                                                 | 脚注                          |
| --------------- | ----------------------------------------------------- | ------------------------------------ | --------------------------------------------------------------------- | ------------------------------------------------------------------------------------------- | ----------------------------- |
| 1953上 (第1期)  | 荒川善雄(9手詰)                                       | 川上泰晴 (19手詰)                    | 石井恵一 (39手詰)                                                     | 新人賞:椿春雄 (15手詰) 特技賞:柏川悦夫 (17手詰)                                             | [ 4 ] [ 5 ]                   |
| 1953下 (第2期)  | 湯村光造(13手詰)                                      |                                      | 山田修司 (59手詰)                                                     | 新人賞:菅谷春雄 (13手詰)                                                                    | [ 6 ]                         |
| 1954上 (第3期)  | 三木正道(15手詰)                                      | 中本実 (33手詰)                      | 黒川一郎 「蒼猿」 (43手詰)                                            |                                                                                             | [ 7 ]                         |
| 1954下 (第4期)  | 田辺国夫(11手詰)                                      | 廬閑子 (21手詰) 金田秀信 (17手詰)    | 植田尚宏 (111手詰)                                                    |                                                                                             | [ 8 ]                         |
| 1955上 (第5期)  | 桑原辰雄 (13手詰) 河辺昭光 (11手詰) 黒柳徹和 (13手詰) | 岡田富行 (19手詰)                    |                                                                       |                                                                                             | [ 9 ]                         |
| 1955下 (第6期)  | 石坂久吉 (11手詰)                                     |                                      | 近藤孝 (49手詰)                                                       | 新人賞:何敦美 (15手詰)                                                                      | [ 10 ]                        |
| 1956上 (第7期)  | 津野山呆烏 (15手詰)                                   | 町田伸二 (19手詰)                    | 北原義治 (53手詰)                                                     |                                                                                             | [ 11 ]                        |
| 1956下 (第8期)  | 田辺国夫 (13手詰)                                     |                                      |                                                                       | 佳作賞:平井孝雄 (13手詰) 佳作賞:竹内伸 (11手詰) 佳作賞:北原義治 (21手詰)                    | [ 12 ]                        |
| 1957上 (第9期)  | 中島正晴 (9手詰)                                      | 杉田宇通 (17手詰)                    |                                                                       |                                                                                             | [ 13 ]                        |
| 1957下 (第10期) | 小西逸生 (13手詰)                                     | 北原義治 (17手詰)                    |                                                                       | 新人賞:曽根康夫 (9手詰) 佳作賞:藤井国夫 (9手詰)                                             | [ 14 ]                        |
| 1958上 (第11期) | 森田正司 (15手詰)                                     | 近藤孝 (29手詰)                      |                                                                       | 新人賞:浮寝鳥 (13手詰)                                                                      | [ 15 ]                        |
| 1958下 (第12期) | 椿井弘通 (11手詰)                                     | 浮寝鳥 (17手詰)                      | 岡田敏 (49手詰)                                                       |                                                                                             | [ 16 ]                        |
| 1959上 (第13期) | 嬰ハ短調 (13手詰)                                     | 北原義治 (31手詰)                    | 小峯秀夫 (49手詰)                                                     | 佳作賞:巨椋鴻之介 (27手詰) 佳作賞:曽根康夫 (17手詰)                                         | [ 17 ]                        |
| 1959下 (第14期) | 北川邦男 (15手詰)                                     | 守谷敏彦 (23手詰)                    | 巨椋鴻之介 (73手詰)                                                   |                                                                                             | [ 18 ]                        |
| 1960上 (第15期) | 北原義治 (15手詰)                                     | 小峯秀夫 (21手詰)                    | 田中輝和 「アトラス」 (107手詰)                                       | 特技賞:田中輝和 「銀河」 (91手詰) 「鵬」 (99手詰) 「桜花」 (93手詰) 佳作賞:堅山道助 (9手詰) | [ 19 ] [ 20 ]                 |
| 1960下 (第16期) | 小林正美 (11手詰)                                     | 稲富豊 (21手詰)                      | 北原義治 (85手詰)                                                     | 佳作賞:駒形駒之介 (11手詰)                                                                  | [ 21 ]                        |
| 1961上 (第17期) | 北川邦男 (15手詰)                                     | 巨椋鴻之介 (33手詰)                  | 小林正美 「鯉の滝のぼり」 (49手詰)                                    |                                                                                             | [ 22 ]                        |
| 1961下 (第18期) | 巨椋鴻之介 (13手詰)                                   | 堀内和雄 (17手詰)                    | 近藤孝 (41手詰)                                                       |                                                                                             | [ 23 ]                        |
| 1962上 (第19期) | 田中輝和 (9手詰)                                      | 山中龍雄 (25手詰)                    | 小峯秀夫 (43手詰)                                                     |                                                                                             | [ 24 ]                        |
| 1962下 (第20期) | 北川明 (11手詰)                                       | 山田修司 (25手詰)                    | 山中龍雄 (45手詰)                                                     | 新人賞:森敏宏 (23手詰)                                                                      | [ 25 ]                        |
| 1963上 (第21期) | 柏川悦夫 (11手詰)                                     | 山田修司 (23手詰)                    | 田中鵬看 「初雪」 (127手詰)                                           |                                                                                             | [ 26 ]                        |
| 1963下 (第22期) | 酒井克彦 (13手詰)                                     | 柏川悦夫 (17手詰)                    | 山田修司 (63手詰)                                                     | 新人賞:酒井隆雄 (33手詰) 特別賞:駒場和男 「御殿山音頭」※ (175手詰)                          | [ 27 ] [ 28 ]                 |
| 1964上 (第23期) | 金田秀信 (13手詰)                                     | 古内正孝 (19手詰)                    | 山田修司 (43手詰)                                                     | 特別賞:小峯秀夫 (85手詰)                                                                    | [ 29 ]                        |
| 1964下 (第24期) | 南倫夫 (15手詰)                                       | 柏川悦夫 (31手詰) 山田修司 (33手詰)  | 山田修司 「天にかかる橋」 (75手詰)                                    | 特別賞:古内正孝 「狐狩り」 (51手詰)                                                         | [ 30 ]                        |
| 1965上 (第25期) | 有田辰次 (15手詰)                                     | 酒井克彦 (27手詰)                    | 松井秀雄 (43手詰)                                                     |                                                                                             | [ 31 ]                        |
| 1965下 (第26期) | 井上雅夫 (13手詰)                                     | 柏川悦夫 (19手詰)                    | 森敏宏 (57手詰)                                                       |                                                                                             | [ 32 ]                        |
| 1966上 (第27期) | 棋村迷人 (11手詰)                                     | 山中龍雄 (27手詰)                    | 柏川悦夫 (55手詰)                                                     | 特別賞:北原義治 (37、27、37、35、37手詰)                                                    | [ 33 ] [ 34 ]                 |
| 1966下 (第28期) | 植田尚宏 (15手詰)                                     | 北川邦男 (21手詰) 桑原辰雄 (31手詰)  | 北原義治 (81手詰)                                                     |                                                                                             | [ 35 ]                        |
| 1967上 (第29期) | 谷口均 (7手詰)                                        | 柏川悦夫 (19手詰) 北原義治 (29手詰)  | 小林正美 (49手詰)                                                     |                                                                                             | [ 36 ]                        |
| 1967下 (第30期) | 近藤孝 (11手詰)                                       | 若島正 (21手詰)                      | 山田修司 (49手詰)                                                     |                                                                                             | [ 37 ]                        |
| 1968上 (第31期) | 北川邦男 (15手詰) 吉田健 (9手詰)                      | 植田尚宏 (17手詰)                    | 八巻広丞 (63手詰)                                                     | 特別賞:田中鵬看 「恋路」 (93手詰)                                                           | [ 38 ] [ 39 ]                 |
| 1968下 (第32期) | 株本正貴 (15手詰)                                     | 山田修司 (23手詰)                    | 駒場和男 (87手詰)                                                     |                                                                                             | [ 40 ]                        |
| 1969上 (第33期) | 谷口均 (9手詰)                                        | 高橋和男 (25手詰)                    | 近藤孝 「桂浜」 (71手詰)                                              |                                                                                             | [ 41 ]                        |
| 1969下 (第34期) | OT松田 (15手詰)                                       | 山田修司 (33手詰)                    |                                                                       |                                                                                             | [ 42 ]                        |
| 1970上 (第35期) | 堅山道助 (11手詰)                                     | 池田俊 (17手詰)                      | OT松田 (59手詰)                                                       |                                                                                             | [ 43 ]                        |
| 1970下 (第36期) | 西田克範 (11手詰)                                     | 赤羽守 (17手詰)                      | 昼間勉 (51手詰)                                                       |                                                                                             | [ 44 ]                        |
| 1971上 (第37期) | 近藤孝 (11手詰)                                       | 山本民雄 (25手詰)                    | 田島暁雄 (45手詰)                                                     |                                                                                             | [ 45 ]                        |
| 1971下 (第38期) | 大西康夫 (13手詰)                                     | 渡辺三郎 (19手詰)                    | 田島暁雄 (69手詰)                                                     |                                                                                             | [ 46 ]                        |
| 1972上 (第39期) | 佐々木聰 (13手詰)                                     | 檜作富治 (17手詰)                    | 若島正 「夢の浮橋」 (93手詰) 山田修司 「禁じられた遊び」 (53手詰)     |                                                                                             | [ 47 ]                        |
| 1972下 (第40期) | 山崎知之 (9手詰)                                      | OT松田 (21手詰)                      | 詰吉 (63手詰)                                                         |                                                                                             | [ 48 ]                        |
| 1973上 (第41期) | 滝山外司博 (9手詰)                                    | 北原義治 (21手詰)                    | 詰吉 「オーロラ」 (67手詰)                                            |                                                                                             | [ 49 ]                        |
| 1973下 (第42期) | 岩城博哉 (9手詰)                                      | 山本進 (17手詰)                      |                                                                       |                                                                                             | [ 50 ]                        |
| 1974上 (第43期) | 駒形駒之介 (15手詰) 岩城博哉 (13手詰)                 | 北原義治 (21手詰)                    | 近藤孝 「かずら橋」 (63手詰)                                          |                                                                                             | [ 51 ]                        |
| 1974下 (第44期) | 糸川忠夫 (9手詰)                                      | 小寺秀夫 (17手詰)                    | 近藤孝 「土柱」 (91手詰)                                              |                                                                                             | [ 52 ]                        |
| 1975上 (第45期) | 小寺秀夫 (13手詰)                                     | OT松田 (17手詰)                      | 巨椋鴻之介 「流星群」 (97手詰) 上島正一 (201手詰)                     |                                                                                             | [ 53 ]                        |
| 1975下 (第46期) | 太田勇喜 (11手詰)                                     | 森田正司 (17手詰)                    | 田島暁雄 (45手詰)                                                     |                                                                                             | [ 54 ]                        |
| 1976上 (第47期) | 門前清一 (13手詰)                                     | 酒井克彦 (23手詰)                    | 七条兼三 (97手詰)、 「姉」 (75手詰)、 「妹」 (75手詰)                 |                                                                                             | [ 55 ] [ 56 ]                 |
| 1976下 (第48期) | 安部徹郎 (13手詰)                                     | 西一郎 (35手詰)                      | 七条兼三 (111手詰)                                                    |                                                                                             | [ 57 ]                        |
| 1977上 (第49期) | 墨江酔人 (9手詰)                                      | 瓶子吉伸 (19手詰)                    | 七条兼三 (67手詰)                                                     |                                                                                             | [ 58 ]                        |
| 1977下 (第50期) | 森長宏明 (15手詰)                                     | 堀内和雄 (17手詰)                    | 田辺国夫 (51手詰) 山崎隆 「蟹取り」 (127手詰)                         |                                                                                             | [ 59 ]                        |
| 1978上 (第51期) | 谷口均 (11手詰)                                       | 豊田八郎 (35手詰)                    | 墨江酔人 (151手詰)                                                    |                                                                                             | [ 60 ] [ 61 ]                 |
| 1978下 (第52期) | 上田吉一 (15手詰)                                     | 天地道人 (27手詰)                    | 墨江酔人 (69手詰)                                                     |                                                                                             | [ 62 ] [ 63 ] [ 64 ]          |
| 1979上 (第53期) | 安田誠 (15手詰)                                       | 上田吉一 (31手詰)                    | 駒場和男 「地雷原」 (107手詰)                                         | 新人賞:平井康雄 (15手詰) 特技賞:岡田敏 「大菱」 (41手詰)                                    | [ 65 ] [ 66 ] [ 67 ]          |
| 1979下 (第54期) | 植田尚宏 (15手詰)                                     | 若島正 (31手詰)                      | 上田吉一 「モビール」 (111手詰)                                       | 新人賞:新ヶ江幸弘 (23手詰)                                                                  | [ 68 ] [ 69 ] [ 70 ]          |
| 1980上 (第55期) | 橋本樹 (11手詰)                                       | 添川公司 (21手詰)                    | OT松田 「夢双凧」 (103手詰)                                           | 新人賞:明石六郎 (21手詰)                                                                    | [ 71 ] [ 72 ] [ 73 ]          |
| 1980下 (第56期) | 藤本和 (13手詰)                                       |                                      | 森長宏明 「ハレー彗星」 (65手詰)                                      | 特技賞:岡田敏 「引違い」 (45手詰)                                                           | [ 74 ] [ 75 ]                 |
| 1981上 (第57期) | 伊藤果 (15手詰)                                       | 上田吉一 (23手詰)                    | 墨江酔人 (115手詰) 竹下雅敏 「時空」 (109手詰)                        |                                                                                             | [ 76 ] [ 77 ] [ 78 ]          |
| 1981下 (第58期) |                                                       | 若島正 (27手詰)                      | 伊藤正 「月蝕」 (109手詰)                                             | 新人賞:小沢正広 (33手詰) 特技賞:柳田明 (29手詰)                                             | [ 79 ] [ 80 ] [ 81 ]          |
| 1982上 (第59期) | 柳田明 (13手詰)                                       | 小寺秀夫 (27手詰)                    | 飯田岳一 「M-9」 (109手詰)                                            | 新人賞:柳沢忠雄 (15手詰)                                                                    | [ 82 ] [ 83 ] [ 84 ]          |
| 1982下 (第60期) |                                                       | 伊藤正 (33手詰)                      | 上田吉一 (91手詰)                                                     | 新人賞:杉山正 「胡蝶」 (73手詰)                                                             | [ 85 ] [ 86 ]                 |
| 1983上 (第61期) |                                                       | 上田吉一 (21手詰)                    | 添川公司 「妖精」 (191手詰)                                           |                                                                                             | [ 87 ] [ 88 ]                 |
| 1983下 (第62期) |                                                       | 市橋豊 (27手詰)                      | 素田黄 (103手詰)                                                      | 特技賞:飯田岳一 (79手詰)                                                                    | [ 89 ] [ 90 ]                 |
| 1984上 (第63期) |                                                       | 上田吉一 (35手詰)                    | 森長宏明 「桃源郷」 (199手詰) 素田黄 「千山」 (123手詰)               |                                                                                             | [ 91 ] [ 92 ]                 |
| 1984下 (第64期) | 若島正 (15手詰)                                       | 山本民雄 (33手詰)                    | 藤本和 「夢の旅人」 (307手詰)                                         | 特技賞:小沢正広 (47手詰)                                                                    | [ 93 ] [ 94 ] [ 95 ]          |
| 1985上 (第65期) |                                                       | 駒三十九 (25手詰)                    | 駒場和男 「驟雨」 (129手詰)                                           | 特技賞:北原義治 (31手詰)                                                                    | [ 96 ] [ 97 ]                 |
| 1985下 (第66期) |                                                       |                                      | 橋本孝治 「イオニゼーション」 (789手詰) 添川公司 「桃花源」 (767手詰) | 特技賞:藤本和 「虹色の扉」 (139手詰)                                                        | [ 98 ] [ 99 ] [ 100 ] [ 101 ] |
| 1986上 (第67期) | 駒三十九 (15手詰)                                     | 山村浩太郎 (25手詰)                  | 添川公司 「天狼」 (101手詰)                                           | 特技賞:墨江酔人 「純金詰」 (99手詰)                                                         | [ 102 ] [ 103 ] [ 104 ]       |
| 1986下 (第68期) | 佐々木聡（13手詰）                                    | 若島正 (23手詰)                      | 添川公司 「白夜」 (93手詰)                                            |                                                                                             | [ 105 ] [ 106 ] [ 107 ]       |
| 1987上 (第69期) | 植田尚宏 (15手詰)                                     | 酒井克彦 (29手詰)                    | 添川公司 「大地の詩」 (115手詰) 飯田岳一 「双飛城」 (89手詰)          |                                                                                             | [ 108 ] [ 109 ] [ 110 ]       |
| 1987下 (第70期) | 駒三十九 (15手詰)                                     | 角建逸 (27手詰)                      | 駒場和男 「六法七変化」 (85手詰)                                      |                                                                                             | [ 111 ] [ 112 ] [ 113 ]       |
| 1988上 (第71期) |                                                       | 駒場和男 「心理試験」(35手詰)        | 駒場和男 「六冠馬」 (107手詰) 墨江酔人 「純桂詰」 (99手詰)            |                                                                                             | [ 114 ] [ 115 ] [ 116 ]       |
| 1988下 (第72期) | 平正利 (15手詰)                                       | 相馬慎一 「初雪」(33手詰)            | 墨江酔人 (91手詰)                                                     |                                                                                             | [ 117 ] [ 118 ] [ 119 ]       |
| 1989上 (第73期) | 木村透 (9手詰)                                        | 林雄一 (19手詰)                      | 墨江酔人 「矢来くずし」(163手詰)                                      |                                                                                             | [ 120 ] [ 121 ] [ 122 ]       |
| 1989下 (第74期) | 真尚哉 (15手詰)                                       | 相馬康幸 (35手詰)                    | 添川公司 「高天原」(111手詰)                                          | 特別賞:墨江酔人 (109手詰)                                                                   | [ 123 ] [ 124 ] [ 125 ]       |
| 1990上 (第75期) | 柏川香悦 (15手詰)                                     |                                      | 墨江酔人 (121手詰)                                                    |                                                                                             | [ 126 ] [ 127 ]               |
| 1990下 (第76期) | 三谷郁夫 (13手詰)                                     | 関半治 (23手詰)                      | 飯尾晃 「サザンクロス」(67手詰)                                       |                                                                                             | [ 128 ] [ 129 ] [ 130 ]       |
| 1991上 (第77期) | 富樫昌利 (11手詰)                                     | 林雄一 (23手詰)                      | 添川公司 「はね駒」(145手詰)                                          |                                                                                             | [ 131 ] [ 132 ] [ 133 ]       |
| 1991下 (第78期) | 三谷郁夫 (11手詰) 湯村光造 (13手詰)                   | 河原泰之 「古池や」(27手詰)          | 添川公司 「樹氷」 (107手詰)                                           |                                                                                             | [ 134 ] [ 135 ] [ 136 ]       |
| 1992上 (第79期) | 柏川香悦 (15手詰)                                     | 林雄一 (19手詰)                      | 添川公司 「大航海」 (145手詰)                                         |                                                                                             | [ 137 ] [ 138 ] [ 139 ]       |
| 1992下 (第80期) | 原島利郎 (15手詰)                                     | 関半治 (21手詰)                      | 添川公司 (79手詰)                                                     |                                                                                             | [ 140 ] [ 141 ] [ 142 ]       |
| 1993上 (第81期) | 富樫昌利 (15手詰)                                     | 高木泰彦 (23手詰)                    | 添川公司 「天国と地獄」 (431手詰)                                     |                                                                                             | [ 143 ] [ 144 ] [ 145 ]       |
| 1993下 (第82期) | 富樫昌利(13手詰)                                      | 金成憲雄(19手詰)                     | 杉山正「天使の跳躍」(55手詰)                                          |                                                                                             | [ 146 ] [ 147 ] [ 148 ]       |
| 1994上 (第83期) | 有田辰次(9手詰)                                       | 山田修司(35手詰)                     | 河原泰之「ＷＡＬＴＺ」(255手詰)                                       |                                                                                             | [ 149 ] [ 150 ] [ 151 ]       |
| 1994下 (第84期) | 林雄一(15手詰)                                        | 原島利郎(21手詰)                     | 北原義治(37手詰)                                                      |                                                                                             | [ 152 ] [ 153 ] [ 154 ]       |
| 1995上 (第85期) | 市島啓樹(15手詰)                                      | 巨椋鴻之介(39手詰)                   | 角建逸「遠雷」(55手詰)                                                |                                                                                             | [ 155 ] [ 156 ] [ 157 ]       |
| 1995下 (第86期) | 中野和夫(13手詰)                                      | 関半治(27手詰)                       | 今村修「天月舞」(335手詰)                                             |                                                                                             | [ 158 ] [ 159 ]               |
| 1996上 (第87期) | 市島啓樹(19手詰)                                      | 田中寛之(29手詰)                     | 馬詰恒司「夢のまた夢」(121手詰)                                       |                                                                                             | [ 160 ] [ 161 ] [ 162 ]       |
| 1996下 (第88期) | 斎藤吉雄(17手詰)                                      | 中野和夫(23手詰)                     | OT松田(71手詰)                                                        |                                                                                             | [ 163 ] [ 164 ]               |
| 1997上 (第89期) |                                                       | 岡本眞一郎(21手詰)                   | 曽我正純(121手詰)                                                     |                                                                                             | [ 165 ] [ 166 ] [ 167 ]       |
| 1997下 (第90期) | 中野和夫(13手詰)                                      |                                      |                                                                       |                                                                                             | [ 168 ] [ 169 ]               |
| 1998 (第91期)   | 山腰正人(17手詰)                                      | 高坂研(39手詰)                       | 曽我正純(113手詰)                                                     |                                                                                             | [ 170 ] [ 171 ] [ 172 ]       |
| 1999 (第92期)   | 酒井博久(17手詰)                                      | 鎌田研(35手詰)                       | 北川明「細雪」(109手詰)                                               |                                                                                             | [ 173 ] [ 174 ] [ 175 ]       |
| 2000 (第93期)   | 流田義夫(17手詰)                                      | 野村量(27手詰)                       | 曽我正純(115手詰)                                                     |                                                                                             | [ 176 ] [ 177 ] [ 178 ]       |
| 2001 (第94期)   | 北原義治(19手詰)                                      | 山田修司(27手詰)                     | 内藤國雄「ベンハー」(111手詰)                                         |                                                                                             | [ 179 ] [ 180 ] [ 181 ]       |
| 2002 (第95期)   | 金子義隆(15手詰)                                      | 江口伸治(23手詰)                     | 添川公司「明日香」(703手詰)                                           | 特技賞:森田銀杏 「トランプ詰」(33手詰4種)                                                   | [ 182 ] [ 183 ] [ 184 ]       |
| 2003 (第96期)   |                                                       | 山田修司 「歩の幻想」(31手詰)        | 添川公司「早春譜」(139手詰)                                           |                                                                                             | [ 185 ] [ 186 ] [ 187 ]       |
| 2004 (第97期)   | 三浦司 (19手詰)                                       |                                      | 添川公司 「妖精2」 (235手詰)                                          |                                                                                             | [ 188 ] [ 189 ] [ 190 ]       |
| 2005 (第98期)   | 妻木貴雄(13手詰)                                      | 岩崎守男(31手詰)                     | 添川公司「桜坂」(111手詰)                                             |                                                                                             | [ 191 ] [ 192 ] [ 193 ]       |
| 2006 (第99期)   | 野村量 (15手詰)                                       | 岩崎守男 「エスカレーター」 (23手詰) | 添川公司 「バッカス」 (125手詰)                                       |                                                                                             | [ 194 ] [ 195 ] [ 196 ]       |
| 2007 (第100期)  | 金子義隆(17手詰)                                      | 中島久雄(25手詰)                     | 添川公司「阿修羅」(365手詰)                                           |                                                                                             | [ 197 ] [ 198 ] [ 199 ]       |
| 2008 (第101期)  |                                                       |                                      |                                                                       |                                                                                             | [ 200 ] [ 201 ]               |

※ 後に、作品集「ゆめまぼろし百番」 (2006年) 98番で「御殿山囃子」と改題。

#### 受賞回数記録
| 回数 | 氏名       | 短編賞 | 中編賞 | 長編賞 | 特技賞 | 特別賞 | 佳作賞 |
| ---- | ---------- | ------ | ------ | ------ | ------ | ------ | ------ |
| 18回 | 添川公司   |        | 1      | 17     |        |        |        |
| 15回 | 北原義治   | 3      | 5      | 4      | 1      | 1      | 1      |
| 14回 | 山田修司   |        | 8      | 6      |        |        |        |
| 14回 | 七條兼三   | 1      |        | 10     | 1      | 2      |        |
| 10回 | 上田吉一   | 1      | 4      | 5 ※    |        |        |        |
| 9回  | 柏川悦夫   | 3      | 4      | 1      |        | 1      |        |
| 8回  | 近藤孝     | 2      | 1      | 5      |        |        |        |
| 7回  | 酒井克彦   | 3      | 4      |        |        |        |        |
| 7回  | 駒場和男   |        | 1      | 5      | 1      |        |        |
| 7回  | 若島正     | 1      | 4      | 2 ※    |        |        |        |
| 6回  | 巨椋鴻之介 | 1      | 2      | 2      |        |        | 1      |
| 6回  | OT松田     | 1      | 2      | 3      |        |        |        |
| 5回  | 田中輝和   | 1      |        | 2      | 1      | 1      |        |
| 5回  | 植田尚宏   | 2      | 2      | 1      |        |        |        |
| 4回  | 小峯秀夫   |        | 1      | 2      |        | 1      |        |
| 4回  | 北川邦男   | 3      | 1      |        |        |        |        |
| 4回  | 森長宏明   | 1      | 1      | 2      |        |        |        |
| 4回  | 林雄一     | 1      | 3      |        |        |        |        |
| 3回  | 田辺国夫   | 2      |        | 1      |        |        |        |
| 3回  | 森田正司   | 1      | 1      |        | 1      |        |        |
| 3回  | 岡田敏     |        |        | 1      | 2      |        |        |
| 3回  | 小林正美   | 1      |        | 2      |        |        |        |
| 3回  | 山中龍雄   |        | 2      | 1      |        |        |        |
| 3回  | 谷口均     | 3      |        |        |        |        |        |
| 3回  | 田島暁雄   |        |        | 3      |        |        |        |
| 3回  | 小寺秀夫   | 1      | 2      |        |        |        |        |
| 3回  | 藤本和     | 1      |        | 1      | 1      |        |        |
| 3回  | 飯田岳一   |        |        | 2      | 1      |        |        |
| 3回  | 関半治     |        | 3      |        |        |        |        |
| 3回  | 富樫昌利   | 3      |        |        |        |        |        |
| 3回  | 中野和夫   | 2      | 1      |        |        |        |        |
| 3回  | 曽我正純   |        |        | 3      |        |        |        |

※ 上田吉一・若島正両氏合作による受賞1回を含む。

## 門脇芳雄賞
門脇芳雄賞は日本詰将棋連盟が制定した賞で、「詰将棋パラダイス」誌で発表される。詰将棋の普及、発展に貢献した者を対象としている。
生前、闘病中であった門脇芳雄に対して、全日本詰将棋連盟が見舞金を出したところ門脇芳雄はこれを固辞、改めて全日本詰将棋連盟に全額が寄付された。この寄付金で運営されている。
歴代受賞者一覧
| 年度         | 受賞者             | 備考 |
| ------------ | ------------------ | --- |
| 2012(第1回)  | 加藤徹             | |
| 2013(第2回)  | 若島正             | 詰将棋解答選手権の運営など                                                                                               |
| 2014(第3回)  | 該当者なし         | |
| 2015(第4回)  | 筒井浩実・石黒誠一 | ともに長期にわたり『詰将棋パラダイス』誌のコーナーを担当、詰将棋連盟の役員も務めた。                                     |
| 2016(第5回)  | 金子清志           | 東京で毎月行われる会合「東京詰将棋工房」の世話人を長期にわたって務める。                                                 |
| 2017(第6回)  | 宮田敦史・藤井聡太 | 詰将棋解答選手権で顕著な成績を収め（宮田は優勝6回・藤井は受賞時点で3連覇中）、小中高生への刺激や選手権の参加者増加に貢献 |
| 2018(第7回)  | 角建逸             | 多数の書籍の編集・発行に携わる                                                                                           |
| 2019(第8回)  | 浦野真彦           | 『ハンドブック』シリーズ刊行による一般層への普及の貢献・看寿賞選考委員など                                               |
| 2020(第9回)  | 石川和彦           | 『詰将棋パラダイス』誌の初心者向けコーナーの担当など普及に貢献                                                           |
| 2021(第10回) | 服部彰夫           | 古希を超えてから作品集を刊行し、シニア世代に刺激を与えた。名古屋のイベント開催時の運営などに大きく貢献した               |
| 2022(第11回) | 該当者なし         | |
| 2023(第12回) | 該当者なし         | |
| 2024(第13回) | 小泉潔             | 二桁の詰将棋書の発行・多くの作家の育成など                                                                               |

## 詰将棋の用語
上述の通り、詰将棋は指し将棋と独自の発展を遂げているため、詰将棋特有の用語も多数生まれている。

### 詰将棋の手数
短手数
17手詰までの詰将棋を指し、看寿賞や塚田賞などの枠はこれにしたがっている。中でも7手未満のものは超短手数とも呼ばれる。市販の詰将棋書は大体、この枠に収まるが、一桁台の詰将棋を短手数と呼ぶ場合もある。
中手数
19手以上51手未満の詰将棋を指す。
長手数
51手以上の詰将棋を指す。
ただし、人によっては基準が異なる場合もある。

### 詰将棋のバリエーション
曲詰・あぶりだし
駒の配置で文字や図形を描いた詰将棋。初期状態の配置が文字や図形を描いているものを盤面曲詰、詰め上がり状態でそうなっているものをあぶりだしという。「あぶりだし」という呼び名は、昭和12年に渡辺進が作った作品「カ」「ミ」「風」（神風号に由来）を朝日新聞に発表する際に、加藤治郎が命名した。また、詰め手順の途中でも文字や図形が描かれるものもある。初期状態と詰め上がりの両方で文字や図形を描くものを、とくに立体曲詰と呼ぶことがある。徳川家治の創作した「七の字詰め」（初期配置が漢字の七の字）などが代表的作品である。また、曲詰を用いて祝い事などがあると詰将棋作家が祝い事にちなんだ詰将棋を贈呈するケースがある。これを祝賀詰という。
双玉詰将棋（双玉問題）
攻め方の玉も配置した詰将棋。玉方から王手をかけられたときは、王手を回避しながら詰め手順を継続しなければならない。第二次大戦直後に加藤玄夫が創作したものをもって嚆矢としていた時期もあったが、月刊誌「将棋世界」の創刊号（1937年10月号）に双玉の詰将棋が発表されており、現在ではいつから作られたのかはっきりしたことはわかっていない。現在ではプロ棋士の神吉宏充が双玉詰将棋作家の第一人者であり、多数の問題を発表している。
大道詰将棋（大道棋）
もともとの意味は、露店などで懸賞と引き替えに客に解かせていた詰将棋。客から見て一見簡単に解けるようで、玉方の意外な応手で難しく作成されており、解くには有段者クラスの実力が要求されるという。転じて、このように作られた詰将棋を総じて大道詰将棋と呼ぶ。双玉問題も多い。作者は大半が不明である。露店などで解かせていたものは熱心なファンなどが記録し、出題されていた3000題ほどのうち、現在では500題近くが残っている。多くは大正時代頃の創作であると考えられているが、まれに大橋宗桂作の「香歩問題」や、高浜禎作の「やりぶすま」などなどのように江戸や明治の将棋棋士が創作した問題も出題されていた。
大道詰将棋の発祥は大正末で、記録に残る創始者は野田圭甫であり、自分が創作した鬼殺し定跡解説前の客引きとして始めたが、後には詰将棋の方が主となったという。なお、升田幸三は家出後、大道詰将棋を解いて賞金を稼ぐことで一時期生活していたと自ら語っている。
現在では露店での大道詰将棋はバザーなどで出しているものを除きほとんど行われていない。大道詰将棋の作品そのものは現在でも作られている。
香歩問題・金問題・銀問題
いずれも大道棋における一般的な問題である。大道棋の問題にはいくつかの問題群があり、各問題群には初期配置がよく似た問題が多く存在する。これらの問題群の多くは最初の持ち駒で分類され、上記のような呼ばれ方をする。
煙詰
初期状態で盤面に攻め方の玉将を除く39枚の駒を配置し、詰め上がり状態で最少（3枚）となる詰将棋。伊藤看寿の『将棋図巧』第九十九番のものが最初のものである。
詰め上がり時に玉の位置が盤面周辺ではない場合は、最小枚数が4枚になる。当初は異論もあったが現在では煙詰として認知されている。
大小詰物
初形もしくは詰め上がり図が、太陰暦における大の月小の月（その年によって異なる）に関わるもの。様々なパターンがある。大小暦#詰将棋も参照のこと。

#### 最初の配置による分類
無仕掛け
初期状態で盤面に攻め方の駒が全くない詰将棋。
無防備図式
初期状態で盤面に玉方の駒が玉だけしかない詰将棋。
裸玉
無仕掛けの無防備図式。つまり、初期状態で盤面に玉将1枚だけ配置されている詰将棋。伊藤看寿の『将棋図巧』第九十八番が最初のものである。
単騎図式
初期状態で攻め方の駒が一枚だけしかない詰将棋。盤面にある場合と持ち駒の場合に大別され、持ち駒の場合は必然的に無仕掛けと複合する。
一色図式
初期状態の盤面に、玉将のほかは同じ種類の駒だけが配置されているもの。その種類の駒は最大数配置し、持ち駒に残さない（玉方と攻め方のどちらに配置してもよい）。玉将と飛車2枚を使った一色図式を「飛車一色図式」のように、駒の種類をつけて呼ぶ。
七色図式
初期状態で玉将のほかは飛車・角行・金将・銀将・桂馬・香車・歩兵の七種の駒が一枚ずつ使用されている詰将棋。盤面のみに使用されている場合と持ち駒も含めた場合に大別される。また、盤面で七種が一枚ずつ使用されていれば持ち駒は問わない場合もある。成銀・成桂・成香はその駒である必然性がない限り配置してはいけないのがマナー。
飛角図式
初期状態で盤面に玉将と飛車（竜王）・角行（竜馬）各2枚の合計5枚だけが配置されている詰将棋。持ち駒に制限はない。
大駒図式・ 小駒図式
大駒図式は初期状態で玉将・飛車（竜王）・角行（竜馬）以外の駒が盤面にも持ち駒にも含まれない詰将棋。飛角図式と異なり、盤面に4枚全てを配置する必要はない。小駒図式はその逆で、初期状態で大駒が盤面にも持ち駒にも含まれない詰将棋。初代大橋宗桂の作品に既に小駒のみの詰将棋が存在する。
貧乏図式
初期状態で金将・銀将が盤面・持ち駒に含まれない詰将棋。「金銀がない」ことの連想からこの呼び名がついた。成銀・成桂・成香・と金は金将と同じ動きをするが、これらも省いた物を特に「清貧図式」という。
握り詰め
駒箱から適当な駒を選び、選んだ駒で盤面と攻め方の持ち駒を構成して作る詰将棋。浦野真彦が得意とする。
豆腐図式
初期状態で盤面に玉将・歩兵・と金だけが配置されている詰将棋。と金の「と」と歩兵の「歩」の語呂から「豆腐図式」と命名された。1953年（昭和28年）に黒坂隆身が『風ぐるま』に発表したものが最初。
鶯図式
初期状態で盤面に玉将・桂馬・香車・歩兵（成駒を含む）だけが配置された詰将棋。「王歩桂香」を「オウホケキョ」と読み、ウグイスの鳴き声「ホーホケキョ」に掛けたもの。
玉方実戦初形
1-3段目に玉方の駒が初期配置の状態で並べられた詰将棋。1981年（昭和56年）に内藤國雄が発表したものが第1号局。
攻方実戦初形
7-9段目に攻方の駒が初期配置の状態で並べられた詰将棋。1998年（平成10年）に内藤國雄が発表したものが第1号局。
一種持ち駒
初期状態で持ち駒が1種類の駒を全て（銀将4枚や歩兵18枚など）使用した詰将棋。
簡素図式
盤面に5枚、持ち駒には4枚以下のもの。

#### 詰上がりによる分類
雪隠詰
詰め上がりの玉将の位置が将棋盤の隅（1一・9一・1九・9九）になる詰将棋。「雪隠」（せっちん）とは便所のことで、家の隅にあることからこの名が付いた。指し将棋でもこの述語を用いる（穴熊戦などでよくある形である）。
都詰
詰め上がりの玉将の位置が将棋盤の中央（5五）になる詰将棋。指し将棋でもこの述語を用いる。
すかし詰
玉から離れた位置にある飛車（竜王）・角行（竜馬）・香車で詰ませる詰将棋。合駒が利かない状態であることが前提。
単騎詰
詰め上がりの図で攻め方の駒が一枚しか残らない詰将棋。「スーパー詰将棋」とも呼ばれる。

### 趣向
詰将棋、特に長手数の作品には、以下のような詰将棋特有の技法が盛り込まれているものが多い。これらの技法を趣向と呼ぶ。
竜追い
竜王で玉を追いかける手順。『寿』（伊藤看寿作）を始めとする多くの長手数作品に使用されている。
持ち駒変換
開き王手などを利用し合駒などを取ることによって、持ち駒を変える手順。
連取り・はがし
盤上にある玉方の駒を開き王手などを利用して消していく手順。すでに並んでいる物を順に取っていく物を連取り、取るために駒を一定の場所に呼び出すものをはがしという。後者は、呼び出すための駒を手に入れるために持ち駒変換と併用されることが多い。長手数の詰将棋で多く見られる反面、短手数では筋悪とされるため、まず見られない。
知恵の輪
和算家の久留島喜内の考案による物で、一連の千日手含みの手順を繰り返し、その手順の中で少しずつ盤面を変化させ収束にいたるというものである。久留島による「金知恵の輪」「銀知恵の輪」の他、最長手数の詰将棋である「ミクロコスモス」などにも使用されている。
龍鋸
竜王を（鋸の歯の様に）ジグザグに動かしていく手順。
馬鋸
竜馬を（鋸の歯の様に）ジグザグに動かしていく手順。
馬を縦横に1枡ずつ動かしていく馬鋸の作品が多い。この他にも種類があり、三段馬鋸と呼ばれる横へ2回移動後1段縦方向斜め前に移動する手法などがある。馬鋸は超手数の詰将棋を作るうえで多用されており、歴代最長手数(1525手詰)であるミクロコスモスもこの手法を一部取り入れている。
金鋸
金を（鋸の歯の様に）ジグザグに動かしていく手順。
飛鋸
なっていない飛車を（鋸の歯の様に）ジグザグに動かしていく手順。
駒位置変換
盤上の駒を取り、玉方に取らせて別の場所に打たせる。この一連の手順により、盤上の駒が（通常なら動けない位置に）移動する。
中合
玉から離れたところ置く合駒。詰将棋ではその後の手順を本質的に変化させる合駒でなければ認められない。中合によって詰手数を伸ばしたり、詰みから逃れる作品が多い。大橋宗桂作「香歩問題」の銀の中合いが有名で、詰将棋以外でも守りの手筋としてよく取り上げられる。
移動合
守備駒を移動させて合駒をすること。玉の逃げ道を確保する場合が多く、紛れや手数伸ばしとなることも少なくない。また、駒余りの詰みを防ぐために移動合が必須手順の場合もある。
限定合
合駒をする際、手順中で最善手となる合駒が1通りだけに限定されている場合をいう。
邪魔駒消去
味方の駒の一つが既に邪魔になっており、その邪魔駒を相手方に取らせた上で、詰めを目指していく詰将棋のこと。問題図ではなく、手順の中に登場する場合もある。
打ち歩詰め回避
普通に攻めると打ち歩詰めになる所を別手順で回避していくタイプ。守備駒を移動させたり、攻め方の利きを弱くしたりして玉の逃げ道を確保する場合と、守備駒を移動させて歩を取らせる場合が多い。また、大駒や歩に不成をさせる手順も定番である。玉方が打ち歩詰めに誘致する手が登場する場合もある。打ち歩詰め#詰将棋における打ち歩詰めも参照。
打ち換え
同じ場所にいた駒を捨てて、もう一度同じ場所に別の駒を打つ手筋と同種類の駒を別の場所に打つ手筋を指している。
スイッチバック
盤上のある駒が一度別の場所に動いた後、また同じ場所に戻る動きを指す（千日手の場合は反則であり、これに該当しない）。元はチェス・プロブレム用語である。
不利先打
持ち駒に2種類の駒がある場合、利きの多い駒を持ち駒に残し、そうでない駒を先に使うのが一般的である。これを逆の順番で使わせることを目的とする構想を「○先○△」という。
限定打
飛車・角行・香車などは駒の利きが離れた場所からも王手できるが、詰将棋で飛車・角行・香車などの飛び道具の駒を特定の距離から打った場合のみでしか詰まないように正解手順の打ち場所が限定していることをいう。
短打
飛車・角行・香車などは駒の利きが離れた場所からも王手できるが、詰将棋で飛車・角行・香車などの飛び道具の駒を玉の至近距離から打ち王手する動作をいう。

### 詰将棋の特性に関する用語
作意
作者が意図した手順のこと。詰将棋の代表的な正解手順とされる。変化同手数などのキズがある場合、作意手順以外にも正解手順となりうる手順があるため、作意手順だけが正解手順ではない。
偽作意
作意手順と思わせて実は詰まない手順（後述の紛れに含まれる）。
紛れ
詰みそうに思えて詰まない手順。当然ながら、紛れが多いほど難解な詰将棋となる。
不完全作
詰将棋として不備があり成立していない作品のこと。詰将棋の不備として、余詰め、不詰め、基準を満たさない駒余りがあるため作意手順が一意に定まらない作品が代表的な不完全作である。また、不完全策の対義語は完全作という。
キズ
詰将棋としては成立しているが、作品として評価する場合に減価事項のひとつとされるもの。後述の最終手余詰、変化長手数、変化同手数、変化別詰、非限定などが該当する場合がある。
変化
玉方の応手によって、作意手順から分岐する詰め手順。変化が多岐にわたったり、作意と変化との見極めが難しくなるほど難解な詰将棋となる。
余詰
攻め方の応手によって、作意手順以外に発生する詰め手順。作意より長いか短いかは問わないが、作意より短い余詰を特に「早詰」と呼ぶことがある。最終手以外に余詰がある詰将棋は不完全作となる。
最終手余詰
最終手（残り1手で詰む状態）で複数の1手詰の手順があったり、3手以上で詰む詰め手順が別にあること。普通の余詰と異なり不完全作とはしないが、程度によってはキズとなる。
変化長手数（変長）
変化手順のうち、作意手順より手数が長くなるもの。変化長手数があると作意手順が不正解となるため通常は不完全作であるが、例外的に、作意より2手だけ長くかつ駒余りとなる場合（2手変長）は不完全作とはしない。
変化同手数（変同）
変化手順のうち、作意手順と同手数のもの。駒余りの場合はその手順は不正解であるため問題はないが、持ち駒が余らない場合はキズとなる。ただし、最終2手の変同は問題ないものとされる。また、非限定（後述）がある場合は、その後の手順が本質的に同じであれば変化同手数には含めない。
変化別詰（変別）
作意手順より短く詰むか駒余りになる変化手順があるときに、その変化手順の途中の攻め方の指し手で分岐する別の詰め手順があり、その手順が作意手順より長く詰むか同手数で持ち駒が余らない手順であること。変別手順は通常は不正解となる。また、余詰と異なり変化別詰があっても完全作であるが、程度によってはキズとなる。
駒余り
詰め上がりで攻め方に持ち駒が余ること。作意手順で駒余りになる場合、初期の古典詰将棋では不問とされていたが現在では不完全作として扱う。変化手順にのみ駒余りがある場合は完全作である。ただし、大道棋では、慣習的に駒余りを許容し完全作として扱う。
非限定
走り駒（飛車・角行・香車）の打つ位置や合駒の種類、成・不成の選択、最終手などが1つに定まらない（どちら/どれでもよい）場合。その後の手順が本質的に同じであれば許容範囲であるが、そうでない場合はキズとなる。
無駄合
ただ取られるだけでその後の手順を本質的に変化させず、最後まで使われずに駒余りになってしまう合駒のこと。その合駒を取ってしまうと駒余りで不完全作となってしまうため、その合駒を打つ手順を除外することによって完全作として成立させる例外規定である。

## フェアリー詰将棋
ルールを変更したり、チェスや中将棋などの駒を追加する詰将棋を「フェアリー詰将棋」という。例を挙げると以下のようなものがある。安南詰・対面詰などは指し将棋から詰将棋に移植された変則ルールである。

| 9 | 8 | 7 | 6 | 5  | 4 | 3 | 2 | 1 |    |
|   |   |   |   |    |   |   |   |   | 一 |
|   |   |   |   | 王 |   |   |   |   | 二 |
|   |   |   |   |    |   |   |   |   | 三 |
|   |   |   |   |    |   |   |   |   | 四 |
|   |   |   |   |    |   |   |   |   | 五 |
|   |   |   |   |    |   |   |   |   | 六 |
|   |   |   |   |    |   |   |   |   | 七 |
|   |   |   |   |    |   |   |   |   | 八 |
|   |   |   |   |    |   |   |   |   | 九 |

協力詰（ばか詰）
攻め方と玉方が協力して、最短手数で玉方の玉を詰ますのを目指す。右図は通常の詰将棋としては詰まないが、玉方が詰むような応手を選ぶことで▲5三歩△5一玉▲5二金と詰むようになる。なお、ばか詰と区別させる意味で通常の詰将棋をかしこ詰と呼ぶことがある。
自殺詰
攻め方にも玉を配置し（双玉問題）、攻め方の玉を詰める。攻め方は王手を連続させ、最終的に自玉が詰むようにならなければならない。協力詰と同時に用いられることが多い。自玉をステイルメイトの状態にする問題も制作されている。
安南詰
同じ側の駒が2枚縦に連なっているとき、上の駒の利きが下の駒の利きに変化する。逆に下の駒の利きが上の駒の利きに変化する変則ルールを「安北詰」という。
対面詰
相手の駒と向かい合った（2枚縦に連なった）とき、互いに駒の利きが入れ替わる。背中合わせになったときに駒の利きが入れ替わる「背面詰」もある。

## 詰将棋の作品性

### 完全作と不完全作
詰将棋には第三者による評価が行われる。詰め手順の技術や芸術性についての検討のほか、完全作であるかどうかが大きな評価の基準となる。不完全作は完全作に比べ、大きく評価が落とされるか、内容によっては「詰将棋ではない」として評価されないこともある。
完全作であるとする基準は、以下のようなキズ（欠点）を持たないこととなる。詰将棋特有の用語については本項「詰将棋の用語」節のその他を参照のこと。
- 不詰 - 作意手順以外の玉方の対応によって詰みを逃れるもの。特別なものを除いて詰将棋としては認められない。不詰作品発生の主な原因は原稿の抜け落ち、誤植であるとしている[212]。一方で、三代伊藤宗看の『将棋無双』には多数不詰の問題が混ざっている（同著は「詰むや詰まざるや」と云われており、宗看が意図的に配したともいわれている）
- 余詰 - 作意手順以外の詰め手順が存在すること。特に攻め方の応手が作意と異なるにもかかわらず詰む場合を指す。玉方の応手によって、作意より短い手順で詰むのは余詰とは言わない。
- 非限定 - 成・不成、合駒の種類、大駒や香車を打つ位置などが限定されないこと。比較的小さなキズとして扱われており、問題としては十分許容範囲である。正解手順に非限定の合駒が含まれる場合は、弱い駒を優先して記述する場合が多い。

### 詰将棋界の慣習
詰将棋界の独自の慣習があり、例えば新しく創作された詰将棋が将棋雑誌に詰将棋の「作品」として掲載されるかどうかは、慣習によるところが大きい。過去に発表された作品の存在や構想が大きく尊重されており、概ね以下のような慣習となっている。
- たとえば既発表作品の駒の配置を部分的に変更するなどにより、手数を数手延ばすなどの小さな改変がなされることはたまにあるが、それを改作者の単独名義として発表することはない。
  - 原作者の存命中はまず原作者に承認をもらい、原作者と改作者の共同制作として連名で出題するか、または「原作者A・改作者B」のように原作者を上位に置く形で出題したり、原作者の名前のみで出題し、改作者の名前はアドバイスとして付記するだけにとどめるなどの手段がある。改作の度合いによってどれを選択するかは異なるが、いずれの場合も原作者の承認を必要とする。
  - 原作者の死後は、当然承認を得ることが出来ないため、上記のいずれの方法も取ることが出来ず、詰将棋の作品として認められることはない。参考図扱いで掲載されることはある。
- 前作の存在を知らずに作成された詰将棋でも、「全く同一の作品」だけではなく「駒の配置や手順が酷似している作品」も含めて作品価値がほとんどないとされるため、詰将棋の作品として扱われることはあまりない。現在では、このような類似作を回避するため、古今の詰将棋の作品を収録したデータベースを使って同一作・類似作を検索することがある。

### 代表的な作品
- 橋本孝治 ミクロコスモス - 最長手数詰め
- 伊藤看寿『将棋図巧』第99番「煙詰」 - 最初の煙詰
- 伊藤看寿『将棋図巧』第98番 - 最初の裸玉

### 代表的な作品集
- 「将棋図巧（象棋百番奇巧図式）」伊藤看寿
- 「将棋無双（象戯作物）」伊藤宗看
- 「図式百番」内藤國雄　毎日コミュニケーションズ　2005年
- 「「月下推敲」谷川浩司詰将棋作品集 」毎日コミュニケーションズ　2011年

### 長手数詰め作品
| 作品名           | 作者               | 手数   | 発表年     |
| ---------------- | ------------------ | ------ | ---------- |
| ミクロコスモス   | 橋本孝治           | 1525手 | 1995年12月 |
| ミクロコスモス   | 橋本孝治           | 1519手 | 1986年6月  |
| 新桃花源         | 添川公司           | 1205手 | 2006年8月  |
| アトランティス   | 中村宜幹・芝勇輝   | 951手  | 2008年12月 |
| メタ新世界       | 山本昭一           | 941手  | 1982年7月  |
| 新扇詰           | 奥薗幸雄           | 873手  | 1955年1月  |
| 涛龍             | 井上徹也           | 849手  | 2012年7月  |
| （無題）         | 田島秀男           | 833手  | 2018年6月  |
| 内燃機関         | 添川公司           | 805手  | 2018年2月  |
| イオニゼーション | 橋本孝治           | 789手  | 1985年12月 |
| （無題）         | 田島秀男           | 743手  | 2019年11月 |
| 桃花源           | 添川公司           | 767手  | 1985年12月 |
| 明日香           | 添川公司           | 703手  | 2002年12月 |
| ゴゴノソラ       | 今村修             | 651手  | 1995年8月  |
| （無題）         | 岡田武夫           | 651手  | 2019年2月  |
| 阿吽             | 添川公司           | 647手  | 2008年11月 |
| 無銭旅行         | 佐々木恭閑         | 645手  | 2002年3月  |
| アルカナ         | 橋本孝治           | 639手  | 1999年8月  |
| 小涌谷           | 添川公司           | 635手  | 2018年9月  |
| STARSHIP TROOPER | 摩利支天           | 625手  | 2010年8月  |
| 波乱万丈         | 駒場和男           | 615手  | 2006年6月  |
| 寿               | 伊藤看寿           | 611手  | 1755年     |
| Fairway          | 馬詰恒司・摩利支天 | 611手  | 2000年7月  |

### 詰将棋の引用について
全日本詰将棋連盟は、雑誌や、テレビ、インターネット上などで、他人の創作した詰将棋を引用する場合についてのガイドラインを明確に示している。
詰将棋を引用する際には「作品の出題図を正確に示し、詰将棋作者名をフルネームで表記する事。」とのこと。補足として、出来れば作品の引用元や掲載年月日や、看寿賞・塚田賞などの受賞作であれば、それらを併せて記載することが望ましいとしている。

## 詰将棋に類似したもの
次のような、詰将棋に類似した問題も作られているが、いずれも詰将棋と比べると圧倒的に問題数が少なく、必至問題以外は近年登場したばかりのジャンルであり、確立した文化と呼べる状態ではない。
必至問題
攻め方は王手または詰めろの連続で迫り、玉方は最強の抵抗を試みる。目的は玉方の玉に必至をかけることである。詳細は必至#必至問題を参照。
逃れ将棋
自玉（玉方の玉）に王手がかかった局面から始まり、詰みを逃れる唯一の手を見つけることを目的とする。玉方の持駒は飛・角・金・銀・桂・香・歩（盤上に全て出ている場合を除く）とし、攻め方の持駒は指定されている。
詰めろ将棋
次に敵玉に詰めろをかける問題と、自玉の詰めろを逃れる問題の2つのジャンルがある。前者は単なる詰めろではなく、勝ちになる詰めろが正解となり、後者も勝ちになる詰めろ逃れが正解となる。
詰ます将棋
通常の詰将棋とほとんど同様のルールであるが、玉方にも持駒制限があり、駒余りも許されるのが詰将棋と異なる点である。
詰飛車問題
基本的に攻め方は飛車取りの手の連続で受け方の玉ではなく飛車を詰めることを目的とする。正解手順とその後の手順で、飛車を取る手の1手後までに受け方に取られる攻め方の駒は金1枚程度までとし、飛車交換や飛車角交換、二枚換えなどになるような手順は失敗となる。受け方に玉が配置されている問題では、飛車取りの手だけでなく王手をすることもでき、受け方に王手飛車をかけたり、受け方の玉に詰めろをかけると同時に飛車取りをかけたり、王手を利用して飛車を確実に取れる形にしたり、正解手順の後に受け方が飛車取りを避ければ次の手で受け方の玉が詰むような手順などが正解となる。また受け方の飛車が竜になっている問題もある。